# Синтіана (Індіана)
Синтіана (англ. Cynthiana) — місто (англ. town) в США, в окрузі Поузі штату Індіана. Населення — 552 особи (2020).

## Географія
Синтіана розташована за координатами 38°11′14″ пн. ш. 87°42′31″ зх. д. / 38.18722° пн. ш. 87.70861° зх. д. (38.187258, -87.708530).  За даними Бюро перепису населення США в 2010 році місто мало площу 1,03 км², уся площа — суходіл.

## Демографія
Згідно з переписом 2010 року, у місті мешкало 545 осіб у 236 домогосподарствах у складі 154 родин. Густота населення становила 528 осіб/км².  Було 272 помешкання (263/км²).
Расовий склад населення:
| - 96,5 % — білих - 0,2 % — корінних американців - 0,2 % — чорних або афроамериканців - 0,2 % — азіатів |

До двох чи більше рас належало 2,6 %. Частка іспаномовних становила 0,6 % від усіх жителів.
За віковим діапазоном населення розподілялося таким чином: 22,6 % — особи молодші 18 років, 62,5 % — особи у віці 18—64 років, 14,9 % — особи у віці 65 років та старші. Медіана віку мешканця становила 42,5 року. На 100 осіб жіночої статі у місті припадало 98,9 чоловіків;  на 100 жінок у віці від 18 років та старших — 91,8 чоловіків також старших 18 років.
Середній дохід на одне домашнє господарство  становив 49 905 доларів США (медіана — 50 000), а середній дохід на одну сім'ю — 63 064 долари (медіана — 63 250). Медіана доходів становила 48 333 долари для чоловіків та 32 143 долари для жінок. За межею бідності перебувало 12,8 % осіб, у тому числі 12,2 % дітей у віці до 18 років та 4,3 % осіб у віці 65 років та старших.
Цивільне працевлаштоване населення становило 266 осіб. Основні галузі зайнятості: виробництво — 33,1 %, транспорт — 12,0 %, мистецтво, розваги та відпочинок — 12,0 %.